# 영주 의산서원
영주 의산서원(榮州 義山書院)은 대한민국 경상북도 영주시 장수면 갈산리에 있는 조선시대의 서원이다. 2016년 3월 17일 경상북도의 기념물 제172호로 지정되었다.

## 개요
의산서원은 영주지역에서 네 번째로 설립된 서원으로, 사액서원인 소수서원과 이산서원에 비해 명성이 드러나 있지 못하지만, 조선 후기에는 이들과 더불어 영주를 대표하는 서원으로 손꼽혔다. 또 서원의 사우인 절효사(경덕사)에 배향된 이개립과 김응조는 역임한 관직이나 학문적 성취에서 역사상 뚜렷한 족적을 남긴 인물들로 볼 수 있다.
조선 후기에 이르러 의산서원은 경주이씨의 문중서원적 성격을 갖게 되지만, 여전히 영주 향촌사회를 이끈 공론을 생산하는 양반유생들의 근거지가 되었고, 이곳의 강학활동을 통해 다수의 과거 급제자가 배출되었던 중요한 사설 교육기관으로 기능하였다.
또 현재는 서원, 누정, 재사, 묘소가 한 곳에 모여 있는 영주 갈산의 경주이씨 성오당 문중의 정신적 구심점으로서 여전히 향사가 전통이 굳건히 유지되고 있다. 비교적 풍부한 근거 자료에 의해 뒷받침되고 있는 영주 의산서원이 역사적으로 가치가 있다.

## 참고 자료
- 영주 의산서원 - 국가유산청 국가유산포털